# Sky Hawk
Sky Hawk (天の鷹?, Ten no taka, lett. "Falco del cielo") è un manga scritto e disegnato dal mangaka giapponese Jirō Taniguchi; pubblicato per la prima volta in Giappone nel 2002 ed edito in Italia nel 2013 da Panini Comics sotto l'etichetta Planet Manga.

## Trama
Hikosaburō Sōma e Manzō Shiotsu sono due samurai originari del feudo di Aizu che, dopo la restaurazione Meiji, sono stati esiliati negli Stati Uniti. Dopo aver lavorato in una miniera d'oro in California, si stabiliscono nei Monti Big Horn, nel Wyoming. 
Lì i due entrano in contatto con una tribù di Oglala Sioux, comandata da Cavallo Pazzo, che chiede loro di aiutarli nel conflitto contro gli statunitensi e la tribù ostile dei Crow e nella difesa delle Black Hills, terra sacra per gli Oglala. Cavallo Pazzo chiederà anche ai due di insegnare alla tribù il ju-jitsu, displina nella quale i due samurai sono maestri. Dopo aver trascorso molto tempo con la tribù, Hikosaburō e Manzō diventano Oglala e adottano rispettivamente i nomi di Sky Hawk e di Winds Wolf e partecipano alla Guerra delle Black Hills contro il comandante delle truppe americane George Armstrong Custer, combattendo anche nella famosa battaglia di Little Big Horn.

## Edizioni
| Nº | Titolo italiano Giapponese 「Kanji」 - Rōmaji | Data di prima pubblicazione          | Data di prima pubblicazione           |
| Nº | Titolo italiano Giapponese 「Kanji」 - Rōmaji | Giapponese                           | Italiano                              |
| 1  | Sky Hawk 「天の鷹」 - Ten no taka             | 28 settembre 2002 ISBN 4-575-93799-1 | 27 aprile 2013 ISBN 978-88-6304-675-5 |